# Kościół Krajowy Lippe

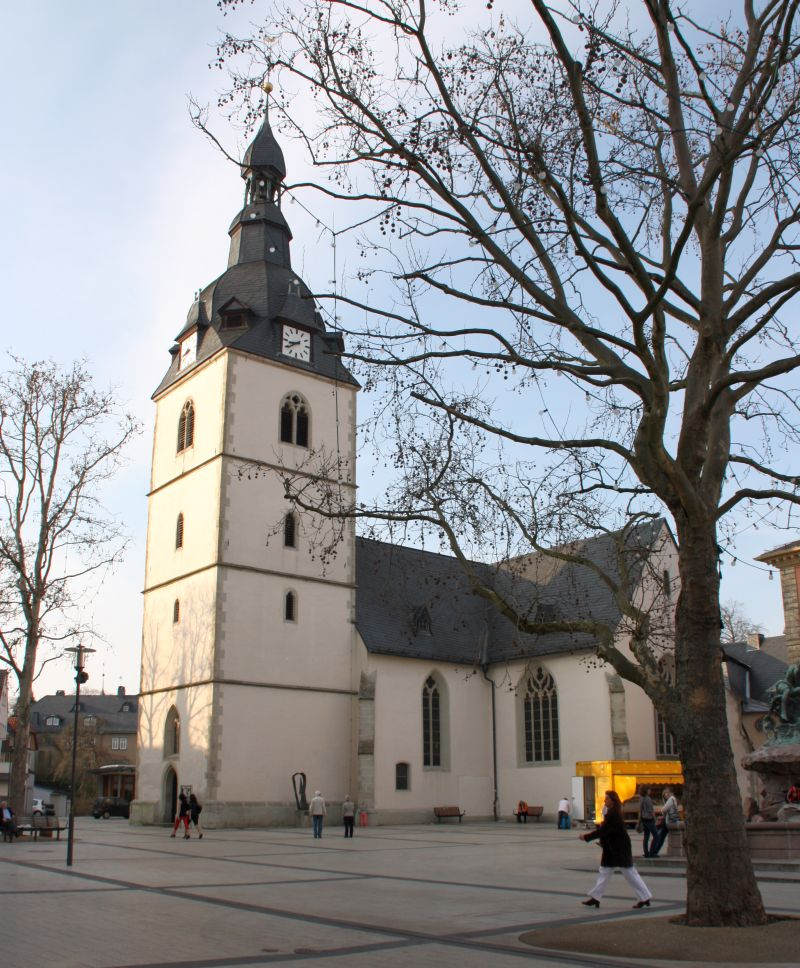
Kościół Zbawiciela w Detmold

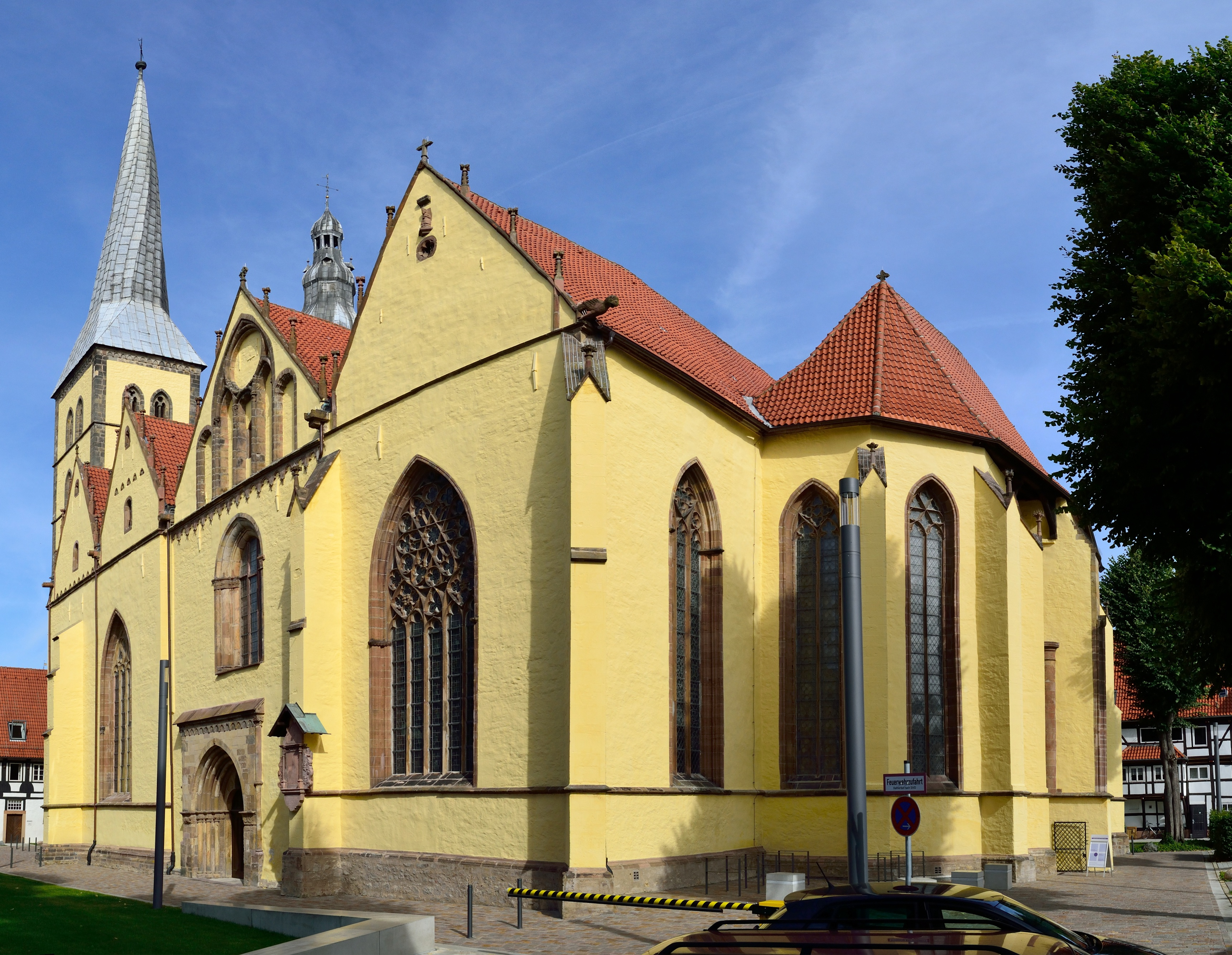
Kościół św. Mikołaja w Lemgo

Ewangelicki Kościół Krajowy Lippe (niem. Lippische Landeskirche) – jeden z 20 kościołów tworzących Kościół Ewangelicki w Niemczech z siedzibą w Dessau-Roßlau. Działa na terenie dawnego Księstwa Lippe.

## Historia
W XVI wieku idee reformacji Marcina Lutra dotarły do Lemgo, największego miasta w Księstwie Leppe. W 1533 w mieście tym prowadzono protestancki porządek kościelny, od 1538 obowiązywał on dla całego księstwa. Pomimo tego, kościół uzyskał możliwość rozwoju dopiero po pokoju augsburskim w 1555.
Religia panująca na danym obszarze zależała od jego władcy. Hrabia Lippe Szymon VI na przełomie XVI i XVII wieku zdecydował o przyjęciu protestantyzmu. Podczas jego panowania wprowadzono kilka innowacji w Kościele Lippe, co zaowocowało przyjęciem doktryny kalwinizmu. Toczono spory w kwestii rozumienia sakramentu Wieczerzy Pańskiej.
W 1571 został ustanowiony Konsystorz Kościoła Lippe.
Miasto Lemgo otrzymało w 1617 prawo do samodzielnego regulowania spraw religijnych, co było efektem podziału wyznaniowego w kościele. Teren miasta pozostawał pod wpływem luteranizmu, natomiast reszta kraju pozostała przy kalwinizmie.
Do zrównania wobec prawa wyznań luterańskiego i reformowanego doszło dopiero w 1854. Zbory ewangelicko-augsburskie przystąpiły do Synodu Lippe w 1882. W 1888 pierwszym luterańskim superintendentem został Adolf Vorberg.
W 1973 powołano Wspólnotę Kościołów Ewangelickich w Europie, co zapoczątkowało wzajemne zapraszanie do uczestniczenia w nabożeństwach i uroczystościach, pomimo istniejących różnic w nauczaniu luterańsko-kalwińskim. Pierwszym jej sygnatariuszem został Kościół Lippe. Kościół Krajowy Lippe był członkiem Światowego Aliansu Kościołów Reformowanych do 2010 r. i jest członkiem Światowej Wspólnoty Kościołów Reformowanych poprzez połączenie sojuszu.

## Organizacja
W kościele działa 69 zborów, w tym 10 luterańskich i 58 kalwińskich. Kościół w Lockhausen-Ahmsen jest członkiem obu społeczności. Zbory zrzeszone są w pięć obwodów kościelnych (Klasse), z których cztery obwody mają charakter reformowany, a jeden skupia wyłącznie parafie luterańskie, rozciągając się na całym obszarze działalności kościoła.
Każda parafia zarządzana jest przez radę parafialną, liczącą zwykle od dziesięciu do dwudziestu członków. Radni wybierani są przez uprawnionych do głosowania (konfirmowanych) członków zboru. 
Najwyższym organem kościoła jest Synod, którego członkowie wybierani są przez obwody kościelne. Synod decyduje o kwestiach związanych finansami i administracją kościelną oraz wyznacza kierunek rozwoju kościoła. 

## Ekumenia i współpraca międzynarodowa
Kościół posiada oficjalne umowy partnerskie z Kościołem Ewangelicko-Reformowanym w Polsce, Węgierskim Kościołem Reformowanym oraz diecezją transylwańską Kościoła Reformowanego w Rumunii. Utrzymuje bliskie kontakty z Ewangelicko-Luterańskim Kościołem Litwy i Litewskim Kościołem Ewangelicko-Reformowanym.